# Piotr (kardynał S. Pietro in Vincoli)
Piotr (zm. 1191) – dwunastowieczny kardynał.

## Życiorys
Nie wiadomo nic o jego pochodzeniu ani życiu przed nominacją kardynalską. Do Kolegium Kardynalskiego został powołany w marcu 1188, gdy papież Klemens III mianował go kardynałem prezbiterem S. Pietro in Vincoli. Latem tego samego roku został wysłany jako legat do Niemiec wraz z kardynałem Giordano de Ceccano oraz konsulem Leonem de Monumento w związku z konfliktem o obsadę arcybiskupstwa w Trewirze. Po spotkaniu z cesarzem Fryderykiem I przeprowadził wizytację saskich diecezji w Halberstadt i Bremie oraz opactwa w Korbei. Na początku 1191 roku wraz z biskupem Porto Pietro Gallocią posłował do przebywającego w Toskanii Henryka VI, który zmierzał do Rzymu po koronę cesarską. Podpisywał bulle papieskie datowane między 5 kwietnia 1188 a 26 lipca 1191 i niedługo po tej ostatniej dacie zmarł.